# Pseudoeryx relictualis
Pseudoeryx relictualis är en ormart som beskrevs av Schargel, Fuenmayor, Barros, Péfaur och Navarrete 2007. Pseudoeryx relictualis ingår i släktet Pseudoeryx och familjen snokar. Inga underarter finns listade i Catalogue of Life.
Denna orm förekommer i Venezuela vid södra Maracaibosjön. Arten lever i låglandet upp till 80 meter över havet. Habitatet varierar mellan regnskogar och betesmarker som ofta översvämmas. Individerna vistas vanligen nära vattenansamlingar. Honor lägger inga ägg utan föder levande ungar.
Beståndet hotas av skogsavverkningar samt av intensivt bruk av betesmarkerna. Pseudoeryx relictualis är sällsynt. IUCN listar arten som sårbar (LC).